# Cabinet Koch II
Land de Hesse
Koch I Koch III
Le cabinet Koch II (en allemand : Kabinett Koch II) est le gouvernement du Land de Hesse entre le 5 avril 2003 et le 5 février 2009, durant la seizième et la dix-septième législature du Landtag.

## Majorité et historique
Dirigé par le  ministre-président chrétien-démocrate sortant Roland Koch, ce gouvernement est constitué et soutenu par la seule Union chrétienne-démocrate d'Allemagne (CDU). Elle dispose de 56 députés sur 110, soit 50,9 % des sièges au Landtag.
Il est formé à la suite des élections régionales du 2 février 2003 et succède au cabinet Koch I, constitué et soutenu par une « coalition noire-jaune » entre la CDU et le Parti libéral-démocrate (FDP). Lors du scrutin, les chrétiens-démocrates, de nouveau au pouvoir depuis 1999, remportent de justesse la majorité absolue des sièges et constituent alors seuls le nouveau gouvernement, quand bien même les libéraux augmentent eux aussi leur représentation parlementaire.
Lors des élections régionales du 27 janvier 2008, la CDU recule et se retrouve à égalité de sièges avec le Parti social-démocrate d'Allemagne (SPD). L'affaiblissement du parti au pouvoir malgré la nouvelle progression du FDP, la percée du parti de la gauche radicale Die Linke avec lequel une partie des sociaux-démocrate refuse tout accord, et l'incapacité pour les deux grandes formations de constituer une grande coalition entraînent un blocage du Parlement, donc l'impossibilité de former un nouveau gouvernement. Le 5 avril suivant, jour d'ouverture de la législature, le gouvernement sortant se retrouve chargé de l'expédition des affaires courantes.
Après sept mois de tentatives avortées pour former un nouvel exécutif, le Landtag est dissous le 19 novembre 2008. Aux élections du 18 janvier 2009, le maintien de la CDU, l'effondrement du SPD et la forte poussée du FDP permettent la constitution d'une nouvelle coalition noire-jaune et la formation du cabinet Koch III.

## Composition

### Initiale (5 avril 2003)
- Les nouveaux ministres sont indiqués en gras, ceux ayant changé d'attributions en italique.

| Portefeuille                                                                  | Titulaire | Titulaire                                            | Parti |
| ----------------------------------------------------------------------------- | --------- | ---------------------------------------------------- | ----- |
| Ministre-président                                                            |           | Roland Koch                                          | CDU   |
| Vice-ministre-président Ministre de l'Éducation                               |           | Karin Wolff                                          | CDU   |
| Ministre de l'Intérieur et des Sports                                         |           | Volker Bouffier                                      | CDU   |
| Ministre des Finances                                                         |           | Karlheinz Weimar                                     | CDU   |
| Ministre de la Justice                                                        |           | Christean Wagner (jusqu'au 23/11/2005) Jürgen Banzer | CDU   |
| Ministre de l'Économie, des Transports et du Développement régional           |           | Alois Rhiel                                          | CDU   |
| Ministre de l'Environnement, du Milieu rural de la Protection du consommateur |           | Wilhelm Dietzel                                      | CDU   |
| Ministre des Affaires sociales                                                |           | Silke Lautenschläger                                 | CDU   |
| Ministre de la Science et de la Culture                                       |           | Udo Corts                                            | CDU   |
| Ministre des Affaires fédérales et européennes                                |           | Jochen Riebel (jusqu'au 28/03/2006) Volker Hoff      | CDU   |
| Ministre sans portefeuille Directeur de la chancellerie régionale             |           | Stefan Grüttner                                      | CDU   |

### Remaniement du 5 avril 2008
- Les nouveaux ministres sont indiqués en gras, ceux ayant changé d'attributions en italique.

| Portefeuille                                                                  | Titulaire | Titulaire            | Parti |
| ----------------------------------------------------------------------------- | --------- | -------------------- | ----- |
| Ministre-président                                                            |           | Roland Koch          | CDU   |
| Vice-ministre-président Ministre de l'Intérieur et des Sports                 |           | Volker Bouffier      | CDU   |
| Ministre des Finances                                                         |           | Karlheinz Weimar     | CDU   |
| Ministre de la Justice Ministre de l'Éducation (par intérim)                  |           | Jürgen Banzer        | CDU   |
| Ministre de l'Économie, des Transports et du Développement régional           |           | Alois Rhiel          | CDU   |
| Ministre de l'Environnement, du Milieu rural de la Protection du consommateur |           | Wilhelm Dietzel      | CDU   |
| Ministre des Affaires sociales                                                |           | Silke Lautenschläger | CDU   |
| Ministre de la Science et de la Culture                                       |           | Udo Corts            | CDU   |
| Ministre des Affaires fédérales et européennes                                |           | Volker Hoff          | CDU   |
| Ministre sans portefeuille Directeur de la chancellerie régionale             |           | Stefan Grüttner      | CDU   |